# الستراند (مجلة)
كانت مجلة ستراند والبريطانية الشهرية مجلة أسسها جيورج نيونس، تتألف من القصة القصيرة والمقالات المصلحة العامة. تم نشره في المملكة المتحدة في الفترة من يناير 1891  إلى مارس 1950، ووصل إلى 711 إصدارًا،  الرغم من أن الإصدار الأول كان معروضًا للبيع قبل فترة طويلة من عيد الميلاد عام 1890. يتضح من شعبيتها الفورية بيع أولي لما يقرب من 300000. زادت المبيعات في الأشهر الأولى، قبل أن تستقر لتداول ما يقرب من 500000 نسخة شهريًا، والتي استمرت حتى ثلاثينيات القرن العشرين.
قام بتحريره هربرت جرينهوغ سميث من عام 1891 إلى عام 1930. انتشرت شعبية شيرلوك هولمز على نطاق واسع بعد ظهوره لأول مرة في المجلة عام 1891. كانت مكاتب المجلة الأصلية في شارع بيرلي قبالة ستراند، لندن. تم إحياؤها في عام 1998 كمجلة ربع سنوية.

## تاريخ النشر
تأسست مجلة ستراند على يد جورج نيونس في عام 1890 ، وكان أول إصدار لها بتاريخ يناير 1891. كانت المكاتب الأصلية للمجلة تقع في شارع بيرلي، قبالة ستراند، لندن. كان المحرر الأول هربرت جرينهوغ سميث، الذي ظل رئيس التحرير حتى عام 1930. ونشرت المجلة مقالات وقائعية بالإضافة إلى سلسلة من القصص القصيرة والمسلسلات الخيالية. كان يستهدف جمهور القراء في السوق. كان السعر الأولي للإصدار ستة بنسات، أي حوالي نصف السعر المعتاد للعناوين المماثلة في ذلك الوقت. كانت المبيعات الأولية حوالي 300000، وسرعان ما ارتفع التوزيع إلى نصف مليون.

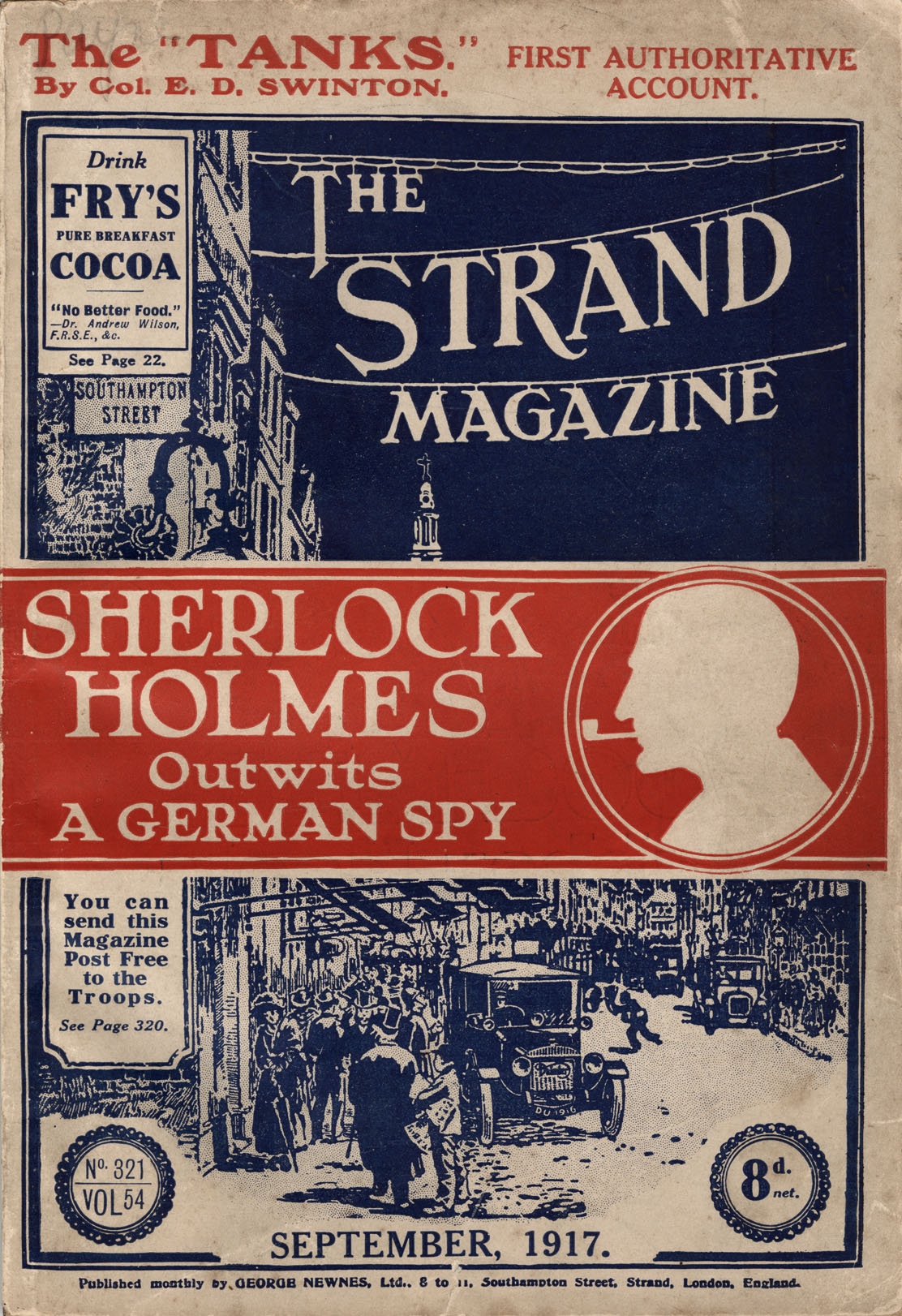
غلاف عدد سبتمبر 1917 من المجلة الذي يظهر فيه شيرلوك هولمز

## Puzzles and non-fiction
بالإضافة إلى العديد من القطع والرسوم التوضيحية الخيالية، عُرف The Strand أيضًا لبعض الوقت كمصدر لمضايقات الدماغ الرائدة، تحت عمود يسمى "Perplexities"، كتبه لأول مرة هنري دودني. قدم Dudeney العديد من المفاهيم الجديدة إلى عالم الألغاز، بما في ذلك أول لغز متقاطع معروف، في عام 1926. في نفس العام، أنتج Dudeney مقالًا بعنوان "The Psychology of Puzzle Crazes"، يعكس ويحلل الطلب على مثل هذه الأعمال. قام بتحرير Perplexities من عام 1910 حتى وفاته في عام 1930. أصبح جي إتش سافاج محرر العمود، وسرعان ما انضم إليه ويليام توماس ويليامز (مثل دبليو تي ويليامز)، الذي ألف في عام 1935 أحجية التقاطع الأكثر شهرة اليوم. يذهب اللغز بأسماء عديدة، الأصل هو "The Little Pigley Farm". وقد عُرف أيضًا باسم "Dog's Mead" و "Little Pigley" و "Little Piggly Farm" و "Little Pigsby" و "Pilgrims" Plot و "Dog Days". تم نشر بعض مقالات ونستون تشرشل في المجلة. مرة واحدة ظهر رسم رسمته الملكة فيكتوريا لأحد أطفالها بإذن منها.

## الغلاف
كان الغلاف الأيقوني للمجلة، وهو رسم توضيحي يتجه شرقاً إلى أسفل ستراند بلندن St Mary-le-Strand, باتجاه كنيسة سانت ماري لو ستراند، مع تعليق العنوان على أسلاك التلغراف، من عمل الفنان والمصمم الفيكتوري جورج تشارلز هايتي. ظهر الغلاف الأولي على لوحة في الزاوية تُظهر اسم شارع بيرلي، موطن المكاتب الأصلية للمجلة. تم تغيير الحروف الموجودة على اللوحة في تصميم هايتي لاحقًا عندما انتقل نيونس إلى العنوان المجاور لشارع ساوثهامبتون. ظهر شكل مختلف من نفس التصميم على غلاف عنوان أخت، The Strand Musical Magazine.

## إعادة النشر 1998
أعيد نشر The Strand في عام 1998 كمجلة ربع سنوية، ومقرها الآن في برمنغهام ، ميشيغان، الولايات المتحدة. وقد نشرت روايات للعديد من الكتاب المشهورين مثل جون مورتيمر وراي برادبري وألكسندر ماكول سميث وروث ريندل وكولين ديكستر وإدوارد هوش وجيمس غريباندو وتينيسي ويليامز.   تعرض المجلة أيضًا قصصًا من كتاب ناشئين في الجريمة والغموض بالإضافة إلى قصص لكتاب معروفين.

## الروابط الخارجية
- كريس ويليس، وصف 1998 لمجلة ستراند التاريخية
- التسلسل الزمني للرياضيات الترفيهية ، بقلم ديفيد سينغماستر
- لعبة Little Pigley Farm المتقاطعة وتاريخها بواسطة Joel Pomerantz
- مسح المجال العام لأول 384 إصدارًا من مجلة The Strand في الفترة من يناير 1891 إلى 1922 ديسمبر، على Internet Archive.org.
- مقتطفات من موقع VictorianVoices.net من مجلة The Strand (بما في ذلك قصص شيرلوك هولمز الأولى).
- "The Strand magazine 1891–1930". Studiumfashl magazine. مؤرشف من الأصل في 2023-03-10. ، فهرس للخيال
- فهرسة مجلة The Strand - مقال بقلم جيرادين بير، 1984.
- أرشيف مجلة ستراند ، upenn.edu
- مجلة ستراند . الموقع الرسمي لمجلة ستراند الجديدة